# 鄧為
鄧為（英語：Deng Wei，1995年2月26日—），中國男演員，出生於中国内蒙古呼和浩特市，自小開始學舞蹈，畢業於中央戲劇學院舞劇系；於2023年播出的古裝劇《長相思》中飾演塗山璟一角而為人熟知。2025年首次擔任男主的古裝劇《仙台有树》在愛奇藝播出。

## 演藝經歷
2020年4月15日，主演由王鶴棣、祝緒丹領銜主演的古裝奇幻愛情劇《遇龍》開機，在劇中飾演生而孤獨、冷面無情、沉默寡言的羅酆閣閣主「雪阡尋/天孤星」。正式進入演藝圈。
2020年11月30日，主演由陳意涵、劉海寬領銜主演的奇幻愛情劇《我是歲月你是星辰》開機，在劇中飾演青靄集團的CEO「錢程」。
2021年3月20日，主演由孔雪兒、晏紫東領銜主演的古裝劇《瀟灑佳人淡淡妝》開機，在劇中飾演幫助女主事業發展的系統君「傑克」。
2021年5月10日，出演的古裝奇幻愛情劇《遇龍》在騰訊視頻播出。
2021年6月25日，主演由楊超越、徐正溪領銜主演的古裝仙俠劇《重紫》開機，在劇中飾演尊貴世子「秦珂/展瞳」。
2021年11月5日，主演由羅雲熙和白鹿等領銜主演的仙俠劇《長月燼明》開機，在劇中飾演三位角色「蕭凜/桑佑/公冶寂無」。
2021年12月9日，出演的奇幻愛情劇《我是歲月你是星辰》在騰訊播出。
2022年1月14日，出演的古裝劇《瀟灑佳人淡淡妝》在愛奇藝播出。
2022年3月28日，主演由楊紫、張晚意領銜主演的古裝偶像劇《長相思》開機，劇中飾演青丘塗山氏九尾狐族「塗山璟/葉十七」。
2023年2月15日，出演古裝仙俠劇《重紫》在騰訊視頻播出。
2023年4月6日，出演仙俠劇《長月燼明》在優酷視頻播出。
2023年6月5日，由李一桐、曾舜晞領銜主演的古裝劇《雲秀行》開機，鄧為於劇中飾演茶家宗主弟弟的次孫子「茶朔洵/琳千夜」。該劇改编自《彩雲國物語》。
2023年7月24日，主演的古裝神話劇《長相思》第一季在騰訊視頻播出。
2023年10月2日，加盟《腾訊亞運报道星運電台》担任助威官。
2023年10月12日，領銜主演的古裝劇《仙台有樹》開機，劇中飾演西山宗主「蘇易水」，也是鄧為首次出演男主角。
2024年7月8日，主演的古裝神話劇《長相思》第二季在騰訊視頻全網獨播。
2025年2月7日，領銜主演的古裝劇《仙台有樹》在愛奇藝播出。
2025年4月11日，參加《2025百年丁香詩會》開幕活動，吟誦《報國寺遇舊書市》和《長相思·山一程》 。
2025年5月4日，參加《躍動青春》2025五四青年節新媒體特別節目 。同日，參加的節目《青春贊歌——2025五四青年節特別節目》播出，與關曉彤演唱歌曲《願你抬頭有光》。
2025年5月17日，領銜主演的古裝劇《風月不相關》開機，在劇中飾演澧国大皇子「殷戈止/殷沉璧」。

## 影視作品

### 電視劇
| 首播年份 | 劇名                 | 角色               | 備注   |
| -------- | -------------------- | ------------------ | ------ |
| 2021     | 《遇龍》             | 雪阡尋/天孤星      | 網路劇 |
| 2021     | 《我是歲月你是星辰》 | 錢程               | 網路劇 |
| 2022     | 《瀟灑佳人淡淡妝》   | 杰克/小李子        | 網路劇 |
| 2023     | 《重紫》             | 秦珂/展瞳          | 網路劇 |
| 2023     | 《長月燼明》         | 蕭凜/公冶寂無/桑佑 | 網路劇 |
| 2023     | 《長相思 第一季》    | 塗山璟/葉十七      | 網路劇 |
| 2024     | 《長相思 第二季》    | 塗山璟/葉十七      | 網路劇 |
| 2025     | 《仙台有樹》         | 蘇易水             | 網路劇 |
| 待播     | 《云起时》           | 茶朔洵/琳千夜      | 網路劇 |
| 待播     | 《风月不相关》       | 殷戈止/殷沉璧      |        |

## 獲獎
| 年份   | 頒獎典禮            | 獎項               | 來源  |
| ------ | ------------------- | ------------------ | ----- |
| 2024年 | 2023 微博之夜       | 年度青雲飛躍演員   | [ 2 ] |
| 2024年 | 2024 爱奇藝尖叫之夜 | 亞太年度新力量演員 | [ 3 ] |

## 外部連結
- 鄧為的新浪微博
- 鄧為的哔哩哔哩个人空间
- 邓为的抖音 （页面存档备份，存于）
- 鄧為在互联网电影资料库（IMDb）上的資料（英文）
- 鄧為在豆瓣上的资料（简体中文）